# Neufichteanismus
Neufichteanismus bezeichnet die Rezeption und Fortentwicklung der Fichteschen Philosophie innerhalb der allgemeinen Idealismusrezeption um 1900. Der Neufichteanismus durchbricht die Selbstbeschränkung der Philosophie auf wissenschaftstheoretische Fragestellungen, wie sie für den Neukantianismus kennzeichnend war, und versucht, mit Hilfe des Deutschen Idealismus die neu aufbrechenden philosophischen, religiösen und weltanschaulichen Fragen zu beantworten.
Ausgangspunkt für den Neufichteanismus war die Lehre des Neukantianers Heinrich Rickert, dass Wahrheit und Wirklichkeit „Werte“ seien, dem „Sollen“ also eine logische Priorität gegenüber dem „Sein“ zukomme. „Wirklichkeit“ konstituiere sich demnach erst in einem praktischen Akt des Subjekts für das Subjekt. Dieser Grundgedanke, der den weithin empfundenen Dualismus von reiner Vernunft und praktischer Vernunft bei Kant überwinden sollte, blieb für viele Neufichteaner leitend. Da es ihnen insofern auch um eine Neuinterpretation, ja „Vollendung“ Kants aus der Perspektive des späten Fichte (vgl. Wissenschaftslehre von 1810 u. a.) ging, werden einige Neufichteaner zugleich dem Neukantianismus zugerechnet.
Die Rezeption der Fichteschen Staats- und Freiheitsidee wurde hauptsächlich von sozialkonservativen Kräften wie Robert von Mohl, Friedrich Julius Stahl oder Lorenz von Stein betrieben. Bedeutender Repräsentant eines nationalpolitischen Neufichteanismus (sog. „Weltkriegsphilosophie“) war Rudolf Eucken.
Durch die Fichte-Gesellschaft von 1914 sowie die ihr nahestehende, von Wilhelm Stapel herausgegebene Zeitschrift Deutsches Volkstum fanden die politischen Anliegen der Neufichteaner weit über universitäre Kreise hinaus Beachtung. Stapel als Vertreter der völkisch-nationalen Neufichtenianer, welche die Weimarer Republik kritisierten, bescheinigte Fichte, er habe eine Art Demokratie entworfen, „die sich bis in die innerste Gesinnung von dem unterscheidet, was heute als Demokratie bei uns eingeführt ist“. Auf dieser Basis konnte im Nationalsozialismus Fichtes Freiheitsauffassung instrumentalisiert werden, um den völkischen Aspekt in den Vordergrund zu stellen.

## Bekannte Neufichteaner
| - Bruno Bauch - Max Hildebert Boehm - Jonas Cohn - Rudolf Eucken - Kuno Fischer - Friedrich Gogarten (Frühwerk) - Emanuel Hirsch | - Emil Lask - Fritz Medicus - Hugo Münsterberg - Karl Bernhard Ritter - Hermann Schwarz - Wilhelm Stapel - Johannes Maria Verweyen |